# Túlio Maravilha
Túlio Costa, właśc. Túlio Humberto Pereira Costa lub Túlio Maravilha (ur. 2 czerwca 1969 w Goiânii) – brazylijski piłkarz występujący na pozycji napastnika.
8 lutego 2014 roku wreszcie osiągnął swój cel - strzelił tysięczną bramkę w profesjonalnej karierze piłkarskiej.

## Kariera klubowa
Túlio Costa rozpoczął piłkarską karierę w rodzinnej Goiânii w klubie Goiás EC w 1988 roku. Z Goias trzykrotnie zdobył mistrzostwo stanu Goiás – Campeonato Goiano w 1989, 1990, 1991 roku. Indywidualnie Tulio osiągnął sukcesy w postaci tytułów króla ligi brazylijskiej 1989 oraz ligi stanowej Goias w 1991 roku. W 1992 roku Tulio wyjechał na kilkanaście miesięcy do ówczesnego mistrza Szwajcarii FC Sion.
Po powrocie do Brazylii Tulio został zawodnikiem Botafogo FR. Gra w Botafogo to najlepszy okres w jego karierze. Z drużyną Fogão zdobył mistrzostwo Brazylii 1995, a indywidualnie Tulio dwukrotnie został królem strzelców ligi w 1994 i 1995 roku oraz królem strzelców ligi stanowej Rio de Janeiro w tych samych latach. Na początku 1997 odszedł z Botafogo do Corinthians Paulista. Ten transfer zapoczątkował ustawiczne zmiany klubów przez Tulio, które trwają do chwili obecnej. Z Corithians zdobył mistrzostwo stanu São Paulo – Campeonato Paulista w 1997 roku, po czym przeszedł do Vitórii Salvador.
Rok 1998 spędził ponownie w Botafogo, z którym wygrał Turniej Rio-São Paulo. W 1999 roku grał w trzech klubach: Fluminense FC, Cruzeiro EC oraz Vila Nova. W 2000 roku grał w São Caetano oraz po raz trzeci w Botafogo. W 2001 roku grał w Vila Nova oraz Santa Cruz Recife. Z drużyną Vila Nova zdobył mistrzostwo stanu Goiás – Campeonato Goiano. W 2002 roku zdecydował się na swój drugi transfer do Europy do Újpestu Budapeszt, z którym zdobył Puchar Węgier 2002.
Po powrocie do Brazylii do Brasiliense Brasília, z którym wygrał Campeonato Brasileiro Série C i awansował do drugiej ligi. 2003 rok zakończył w Atlético Goianiense. W 2004 roku rozpoczął w prowincjonalnym Tupy, z którego przeszedł do boliwijskiego Club Jorge Wilstermann. Po powrocie do Brazylii występował w Anapolinie Anápolis. Kolejnymi jego klubami były Volta Redonda i EC Juventude. W barwach Volty Redondy zdobył kolejny tytuł króla strzelców ligi Rio de Janeiro.
Pod koniec 2005 roku zaliczył krótki epizod w saudyjskim Asz-Szabab Rijad, z którego powrócił do Volta Redonda FC. W latach 2006–2007 Tulio ustawicznie zmieniał kluby, grając kolejno w Fast Manaus, Canedense, Itauçuense i Canedense. W latach 2007–2008 grał ponownie w Vila Nova, w którym został po raz trzeci królem strzelców ligi stanu Goiás. W 2009 roku grał w Itumbiara, Goiás EC oraz w Botafogo DF, w którym gra do chwili obecnej.
W 2017 roku zakończył swoją karierę w Clube Atlético Taboão da Serra w wieku 49 lat

## Kariera reprezentacyjna
Túlio Costa ma za sobą występy w reprezentacji Brazylii, w której zadebiutował 17 października 1990 w zremisowanym 0-0 towarzyskim meczu z reprezentacją Chile. W następnych latach Tulio był sporadycznie powoływany do reprezentacji.
Większość swoich występów i bramek Tulio w reprezentacji przypada na 1995 roku. 29 czerwca w towarzyskim meczu rozegranym w Recife strzelił 2 gole Reprezentacji Polski prowadzonej przez Henryka Apostela. W lipcu Tulio uczestniczył w Copa América 1995, na którym Brazylia zajęła drugie miejsce przegrywając w finale w karnych z Urugwajem. Ostatni raz w reprezentacji zagrał 20 grudnia 1995 w wygranym 3-1 towarzyskim meczu z Kolumbią, w którym Tulio strzelił 2 bramki. Łączny bilans Tulio w reprezentacji to 14 spotkań i 10 bramek.